# Timatan (Ort)
Timatan ist ein osttimoresischer Ort im Suco Ritabou (Verwaltungsamt Maliana, Gemeinde Bobonaro). Er liegt in der Aldeia Timatan, auf einer Meereshöhe von 214 m. Durch Timatan führt die Überlandstraße von der Gemeindehauptstadt Maliana nach Hatolia Vila. Hier befinden sich eine medizinische Station, die Kapelle Timatan und die Grundschule Ritabou. Östlich fließt der Bulobo (Buloho), ein Nebenfluss des Nunura.